# Perućac
Perućac (izvirno srbsko Перућац) je naselje v Srbiji, ki upravno spada pod Občino Bajina Bašta; slednja pa je del Zlatiborskega upravnega okraja.

## Demografija
V naselju živi 691 polnoletnih prebivalcev, pri čemer je njihova povprečna starost 41,4 let (40,3 pri moških in 42,3 pri ženskah). Naselje ima 317 gospodinjstev, pri čemer je povprečno število članov na gospodinjstvo 2,67.
To naselje je, glede na rezultate popisa iz leta 2002, večinoma srbsko.
|  |

| Demografija | Demografija     | Demografija     |
| Leto        | Št. prebivalcev | Št. prebivalcev |
| ----------- | --------------- | --------------- |
|             |                 |                 |
|             |                 |                 |
|             |                 |                 |
|             |                 |                 |
| 1948        | 608             |                 |
| 1953        | 629             |                 |
| 1961        | 666             |                 |
| 1971        | 569             |                 |
| 1981        | 802             |                 |
| 1991        | 687             | 683             |
| 2002        | 860             | 845             |
|             |                 |                 |

| Etnična sestava po popisu iz leta 2002 | Etnična sestava po popisu iz leta 2002 | Etnična sestava po popisu iz leta 2002 | Etnična sestava po popisu iz leta 2002 | Etnična sestava po popisu iz leta 2002 |
| -------------------------------------- | -------------------------------------- | -------------------------------------- | -------------------------------------- | -------------------------------------- |
| Srbi                                   | Srbi                                   |                                        | 832                                    | 98,46%                                 |
| Črnogorci                              | Črnogorci                              |                                        | 3                                      | 0,35%                                  |
| Jugoslovani                            | Jugoslovani                            |                                        | 2                                      | 0,23%                                  |
| Hrvati                                 | Hrvati                                 |                                        | 1                                      | 0,11%                                  |
| Makedonci                              | Makedonci                              |                                        | 1                                      | 0,11%                                  |
| Neznano                                | Neznano                                |                                        | 3                                      | 0,35%                                  |